# Юбилейное (Забайкальский край)
Юбиле́йное — село в Борзинском районе Забайкальского края России. Входит в состав сельского поселения «Южное».

## География
Село находится в южной части Борзинского района, к западу от железнодорожной линии Борзя — Забайкальск ЗЖД, на расстоянии менее 1 км на запад от села Южное.
Климат
Климат характеризуется как резко континентальный с продолжительной морозной и малоснежной зимой и тёплым (временами жарким), неравномерно увлажнённым летом. Средняя температура воздуха самого холодного месяца (января) составляет от −26 °C до −29 °C; средняя температура самого тёплого месяца (июля) — 19 — 21 °C. Среднегодовое количество атмосферных осадков составляет 250—310 мм.
Часовой пояс
Село Юбилейное находится в часовой зоне МСК+6. Смещение применяемого времени относительно UTC составляет +9:00.

## История
Село основано в 2013 году выделением юго-западной части села Южное в отдельный населённый пункт.

## Население
| 2021 |
| ---- |
| 0    |